# Jodis decolorata
Jodis decolorata là một loài bướm đêm trong họ Geometridae.